# Ballistiek

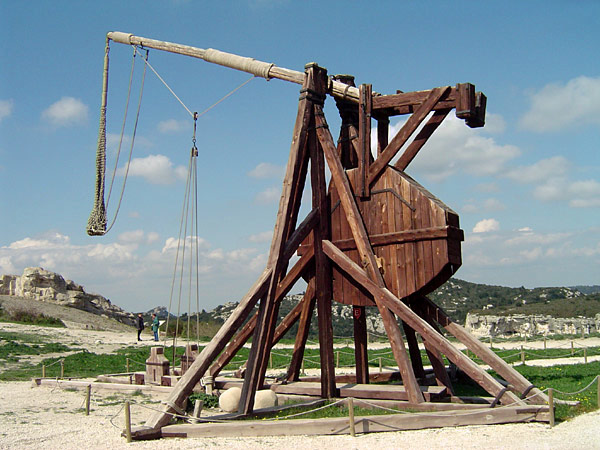
Een slingerarm

Ballistiek (Grieks: βάλλειν, ballein, werpen), is de wetenschap en technologie die zich bezighoudt met de kogelbanen van projectielen, in het bijzonder kogels, uitwerpbare bommen, raketten, en dergelijke; met name betreft ballistiek de wetenschap of kunst van het ontwerpen en lanceren van projectielen zodanig dat een beoogd gedrag wordt gerealiseerd.  
Een ballistisch object is een object dat zich vrij kan bewegen, zich vrij kan gedragen, en kan worden gewijzigd qua uiterlijk, vorm of samenstelling, afhankelijk van ter plaatse optredende omstandigheden, substanties, of krachten, zoals onder invloed van de druk van gassen in een geweer of pistool, door trekken en velden in de loop van een kanon of mortier, door zwaartekracht, door temperatuur, of door luchtdeeltjes.
Vuurwapen-ballistische informatie wordt toegepast in forensisch onderzoek. 
Ballistiek wordt soms onderverdeeld in:
- Inwendige ballistiek, de bestudering van de processen die zorgen voor de versnelling van het projectiel in een vuurmond (het schietende gedeelte van een wapen) vanaf het moment dat de voortstuwlading wordt ontstoken (de trekker wordt overgehaald) tot het moment waarop het projectiel het mondingsvlak (het einde van de loop) van het wapen verlaat.
- Overgangsballistiek, zit net tussen inwendige en uitwendige ballistiek in, en bevat ook maar een heel klein onderzoeksgebied: de versnelling van het projectiel door mondingsgassen die het projectiel kunnen beïnvloeden, op het moment dat het projectiel de loop verlaat.
- Uitwendige ballistiek, houdt zich bezig met het gedrag van het projectiel nadat het de loop heeft verlaten en voordat het het doel raakt. Tijdens de vlucht zijn de belangrijkste krachten die druk uitoefenen op het projectiel: de  zwaartekracht en de luchtweerstand (wind en luchtdichtheid). Deze bepalen de baan van het projectiel.

Het lijkt misschien overbodig, maar er moet ook rekening worden gehouden met het feit dat de aarde draait, zie corioliskracht. 
- Eindballistiek (terminale ballistiek), de bestudering van de interactie van een projectiel met zijn doel, zoals vlees (bijvoorbeeld bij de jacht), staal (bij een antitankgranaat), of zelfs meer omvangrijke bepantsering.

Een ballistisch projectiel is een projectiel dat ervoor is ontworpen om vooral te functioneren volgens de wetten van de ballistiek (dus zonder extra aandrijving gedurende de vlucht van het projectiel).